# Lotos (Bootstyp)

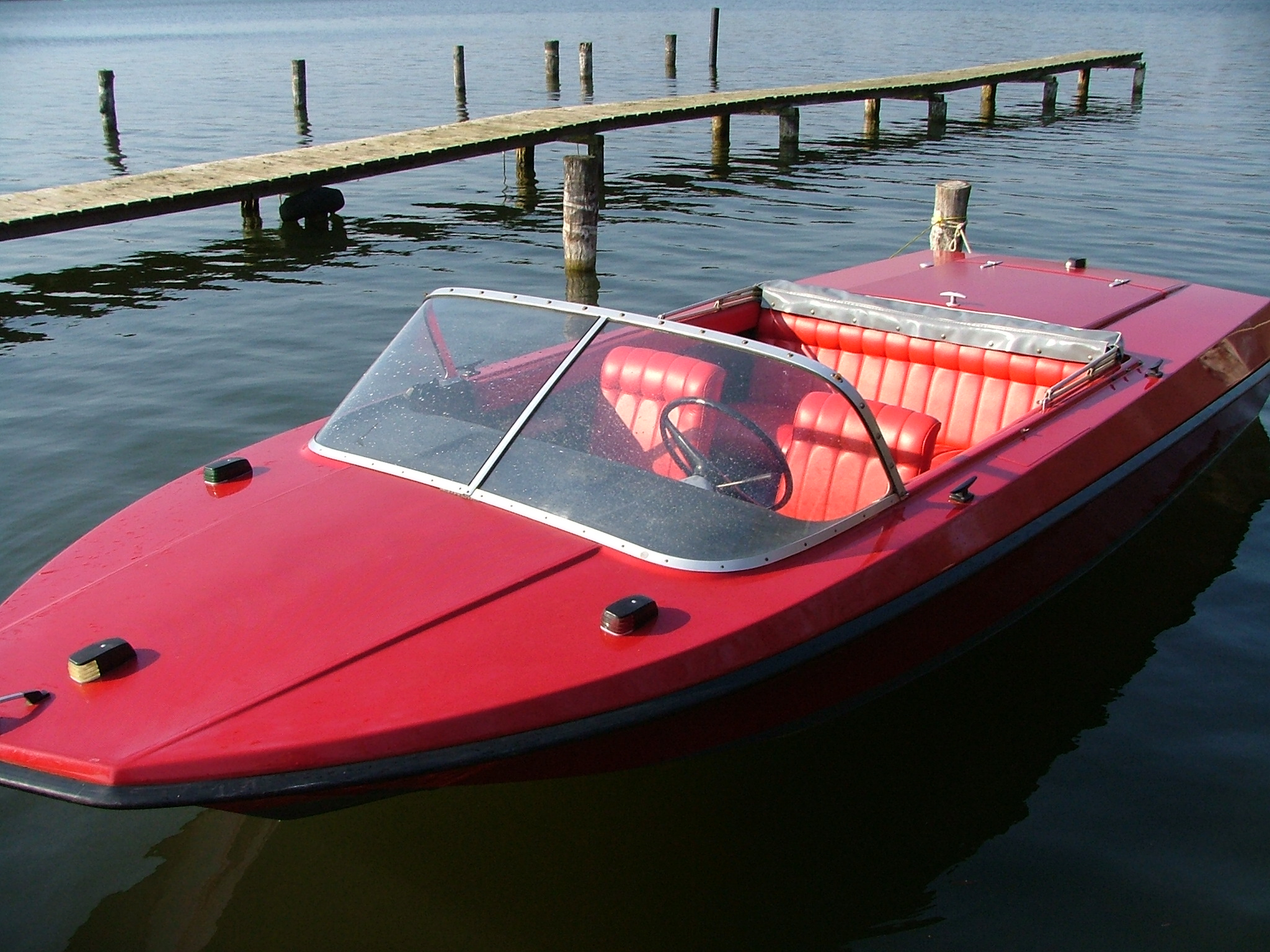
Lotos I

Lotos ist ein Motorboot-Modell des DDR-Betriebes PGH Müggelspree Berlin. Das offene fünfsitzige Sportboot wurde in den 1970er und 1980er Jahren in den Typen Lotos I und Lotos II gefertigt. Der Körper bestand aus glasfaserverstärktem Polyester. Als Antrieb diente zunächst der 900 cm3-Zweitaktmotor des PKW Wartburg, später wurde die 1.000 cm3-Variante verbaut. Einige Exemplare wurden mit Wendegetrieben der Typen LEWO (Lehmann Woltersdorf) oder Lunze (Lunze Hainichen) ausgerüstet.